# Lesnoie (Primórie)
|  | Per a altres significats, vegeu «Lesnoie». |

Lesnoie (en rus: Лесное) és un poble del krai de Primórie, a l'Extrem Orient de Rússia, que en el cens del 2010 tenia 292 habitants.